# Gouvernement lean
 (février 2024).
 (août 2024).
Un gouvernement lean désigne l'application des principes de la production lean (abrégé en « lean ») pour identifier et mettre en œuvre la manière la plus efficace et à valeur ajoutée de fournir des services gouvernementaux. D'après les gouvernements, le système lean permet une meilleure compréhension du fonctionnement de leurs agences et induit un processus d'amélioration continue.
Le système lean appliqué au gouvernement vise à maintenir le respect dans la gouvernance et les services rendus aux citoyens tout en améliorant la prestation de service en éliminant les « déchets » et l'« inefficacité » du processus. Ce système permet alors — en principe — de meilleurs services, des fonctionnaires plus engagés et une plus grande valeur pour les programmes et services financés par l'impôt. Les défenseurs du gouvernement lean le considèrent également comme un moyen d'accroître la capacité du gouvernement à fournir davantage de services par unité d'investissement.

## Méthodes
La plupart des méthodes de production lean ont été appliquées avec succès pour identifier les activités sans valeur ajoutée (gaspillages ou déchets) dans les processus administratifs, transactionnels et bureautiques, lesquelles sont courants dans les agences gouvernementales. Les méthodes Lean comprennent :
- Value-stream mapping ou cartographie de la chaîne de valeur (VSM) – Le VSM est un outil d'analyse de toutes les étapes de réalisation d'un produit ou service jusqu'à sa disponibilité pour le client final. Le résultat est une représentation visuelle simple et claire destinée à identifier les améliorations possibles de l'ensemble de la chaîne de valeur et non une étape en particulier Les événements VSM, 3 à 4 jours, se concentrent sur l'identification des déchets et sur la priorisation des activités améliorables.
- Kaizen – Le kaizen est une méthode de gestion de la qualité basée sur une multitude de petites améliorations faites au quotidien. Le kaizen est axée sur de courts changements rapides des processus (événements Kaizen). Ce processus dure de 3 à 5 jours.
- 5S – La méthode des 5 « S » (en anglais the 5S system ou the 5Ss) est une technique de gestion japonaise visant à l'amélioration continue des tâches effectuées dans les entreprises. Ces 5S sont traduits en français par le mot ORDRE qui donne: Ordonner, Ranger, Dépoussiérer ou Découvrir des anomalies, Rendre évident, Être rigoureux.

La numérisation des services gouvernementaux convertit le processus Lean traditionnel en applications du Lean IT (Information Technology).
Les méthodes des gouvernements Lean présentent généralement les caractéristiques suivantes :
- Adopter une perspective de service client qui cherche à optimiser la valeur délivrée en fonction du public ;
- Impliquer les employés et les parties prenantes externes dans l'amélioration continue et la résolution de problèmes ;
- Déployer un cadre d'amélioration continue, préférant la mise en œuvre plutôt que la planification prolongée ;
- Réduire la complexité des processus et leur possible variation de résultats ;
- Utiliser des mesures de performance et des contrôles visuels pour fournir des informations précises et rapides afin d'améliorer la prise de décision et le temps de résolution de problèmes en temps réel ; et
- Aborder l’amélioration des processus avec la pensée systémique .

Le gouvernement Lean ne défend pas une baisse des impôts, mais seulement une utilisation efficace de ceux-ci. La politique fiscale étant définie par les pouvoirs législatif et exécutif, sous surveillance du pouvoir judiciaire. Un gouvernement Lean est mis en place par la fonction administrative du gouvernement par le biais d'un décret, d'un mandat ou de décisions administratives départementales. Le gouvernement Lean peut être appliqué à chaque branches du gouvernement.

## Types de déchets
Plusieurs types d'activités sans valeur ajoutée (gaspillages ou déchets ou inutiles: muda en japonais), sont courants dans les processus administratifs et gouvernementaux. Un gouvernement Lean s'applique à identifier et éliminer ces déchets. La liste ci-dessous énumère les déchets courants liés aux processus administratifs.

### Les 8 déchets du processus administratif
Les 8 déchets épellent l’acronyme : DOWNTIME.
- Defects – Erreurs de données, informations manquantes. Contenu obsolète.
- Overproduction – Rapports inutiles, travaux non requis. Surplus d’informations et risque de submerger le destinataire ou client.
- Waiting – Ralentissement dû à l'attente de la fin de l’étape précédente du processus.
- Non-Utilized Talent – Employés non impliqués efficacement dans le processus.
- Transportation – Transporter des éléments ou des informations qui ne sont pas nécessaires à l'exécution du processus d'un endroit à un autre.
- Inventory – Arriéré de travail, matériaux excédentaires ou informations inutilisées (non traitées).
- Motion – Des personnes, des informations ou des équipements réalisant des mouvements inutiles en raison de la disposition de l'espace de travail, de problèmes ergonomiques ou de la recherche d'objets égarés.
- Extra Processing – Toute activité effectuée qui n'est pas nécessaire pour produire un document, un rapport ou un service fonctionnel.

Les gaspillages dans les processus administratifs peuvent concerner :
1. la collecte, l'usage et la gestion des informations
2. la conception et mise en œuvre de processus de travail
3. l'efficience et l'efficacité avec lesquelles l'administration travaille[7].

## Activité des gouvernementslean
De nombreuses agences gouvernementales, telles que la Lean House, l'Environmental Protection Agency des États-Unis et les États de l'Arizona, de l'Iowa, du Minnesota, du Missouri et de Washington, utilisent les méthodes Lean. Certaines agences appliquent ces méthodes en les combinant avec des processus Six Sigma.
Le Lean Government Center (source ci-après) répertorie toutes les initiatives de gouvernement Lean confirmées dans des écoles fédérales, des États, des villes, et des comtés (depuis 2008) : http://leangovcenter.com/govweb.htm

### Gouvernement fédéral américain
La liste suivante énumère des exemples d’organisations du gouvernement fédéral présentant un gouvernement Lean :
- Agence américaine de protection de l'environnement
- Département américain de la Défense
- L'armée américaine
- Département américain de l'Agriculture
- Département américain du logement et du développement urbain [9]
- Commission américaine de réglementation nucléaire

### Gouvernement de l'État américain
La liste suivante énumère des exemples d’organisations gouvernementales d’État présentant un gouvernement Lean :
- Département des transports du Colorado (CDOT)
- Département de la protection de l'environnement du Connecticut
- Département du Travail du Connecticut
- Bureau de l'entreprise Lean de l'Iowa
- Lean d’entreprise du Minnesota
- État de l'Arizona, système de gestion de l'Arizona
- Lean dans l’État de l’Ohio
- Excellence opérationnelle de l’État du Missouri
- Résultats de l'État de Washington Washington
- Département des services environnementaux du New Hampshire
- Département des transports du Wisconsin (WisDOT)

L'Environmental Council of the States (ECOS), en collaboration avec l'Environmental Protection Agency des États-Unis, propose une politique de collaboration  entre les États américains adhérents aux processus du gouvernement Lean,.

### Gouvernement local américain
La liste suivante énumère des exemples de municipalités présentant un gouvernement Lean :
- Comté de Ventura, Californie
- Ville et comté de Denver, Colorado
- Ville de Cape Coral, Floride
- Ville de Cincinnati, Ohio [12]
- Ville de Fort. Wayne, Indiana
- Ville de Grand Rapids, Michigan
- Ville d'Irving, Texas [13]
- Jacksonville, Floride

L' International City/County Management Association (ICMA) propose un programme visant à aider les organisations locales à améliorer leur fonctionnement en utilisant les méthodes du gouvernement Lean.

### Canada - Gouvernement provincial de la Saskatchewan
- Site Web Think Lean du gouvernement de la Saskatchewan